# Emma De Vigne
Emma De Vigne (30 de enero de 1850-3 de junio de 1898) fue una pintora belga de bodegones y retratos, procedente de una familia de artistas de Gante. Sus cuadros se expusieron en Europa y Sudamérica.

## Biografía

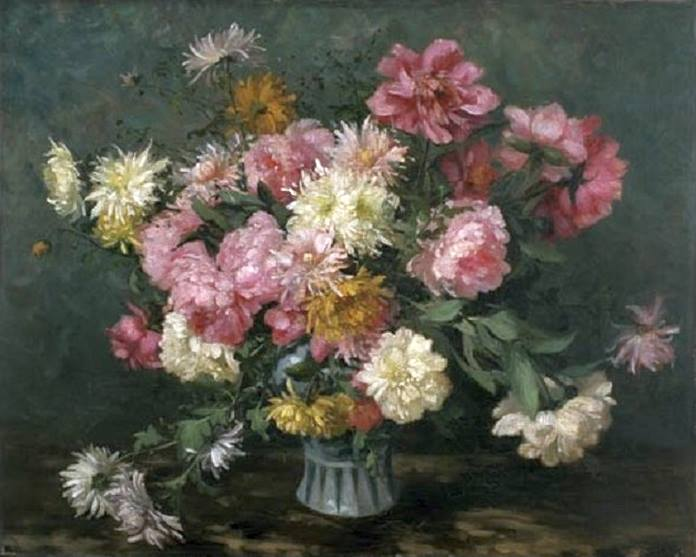
Crisantemos y peonías por Emma De Vigne

Nació en la ciudad belga de Gante. Todos los miembros de su familia era artistas: su padre, Pieter, y su tío, Felix, eran escultores, mientras que ella y sus hermanas, Louise y Malvina, eran pintoras. Fue su tío, Félix De Vigne, quien le enseñó a pintar; más tarde se casó con el hijo de su tío, su primo Jules De Vigne, que era abogado y escritor.
Durante su carrera, De Vigne fue conocida como pintora de flores, y posteriormente de retratos, especializada en bodegones. Sus obras se vendían a menudo por más de 1000 francos belgas, lo que era notable para una pintora de la época, y por lo general eran expuestas junto a los trabajos de otras pintoras. Estas mujeres formaron una nueva generación de artistas flamencas.
En 1887, su obra se expuso en Buenos Aires, en una muestra de arte belga que se inauguró el 5 de octubre. Su cuadro Fleur de thé fue vendido al banquero Lisandro Bellinghurst. De Vigne expuso su obra en el Palacio de Bellas Artes durante la Exposición Mundial Colombina de 1893 en Chicago, Illinois.
De Vigne falleció el 3 de junio de 1898 en Gante. Está sepultada en el cementerio Westerbegraafplaats de aquella localidad. Tras su muerte, su marido publicó una selección de sus escritos que fueron dedicados a su memoria.

## Legado
Las pinturas de De Vigne forman parte de las colecciones del Museo de Bellas Artes de Gante y de los Museos Reales de Bellas Artes de Bélgica.